# Pachydyptes ponderosus
Pachydyptes ponderosus — вимерлий вид птахів роду Pachydyptes родини Пінгвінові. Мешкав 37-34 млн років тому (пізній еоцен).

## Опис
Загальна довжина сягала від 1,4 до 1,5 м, іноді 1,6 м, при вазі від 90 до 135 кг. Це другий за розміром пінгвін. Втім розміри все ж є приблизними, оскільки дотепер не знайдений цілий скелет, а лише окремі рештки.

## Спосіб життя
Полюбляв прибережні місцини з невеличким камінням, нагадуючи цим сучасних пінгвінів. Значну частину життя проводив у морі, полюючи за великою рибою.

## Розповсюдження
Рештки цього пінгвіна були знайдені лише у Новій Зеландії.